# 海蓋特 (密蘇里州)
海蓋特（英語：High Gate）是位於美國密蘇里州瑪麗縣的非建制地區。

## 歷史
海蓋特的郵局於1877年設立，其後於1971年停運。

## 地理
海蓋特所處的海拔為高於海平面329米（即1079英呎），而該地所採用的時區為UTC-6，即北美中部時區（CST）。同時該地設有夏令時間，為UTC-6調快一小時，即UTC-5（CDT）。